# Blokklánc
A blokklánc (angolul block chain vagy blockchain) egy elosztott adatbázis, amely egy folyamatosan növekvő, adatblokkokból álló lista nyilvántartását végzi, a hamisítást és módosítást kizáró módon.

## Leírása
Kezdetben a blokkok csak adatot tároltak, később (például az Ethereum) már futtatható kódokat is képesek voltak tárolni. Egy blokk tartalmazza a tranzakciók listáját és a benne tárolt programok által végzett műveletek eredményeit. Ezen kívül tartalmaz metaadatokat, amik időponthoz és az előző blokkhoz kapcsolják.
A blokklánc a Bitcoin legfőbb technológiai újítása, amely nyilvános főkönyvként működik, ugyanis tartalmazza a mindenkori összes bitcoin-tranzakciót. A Bitcoin egy peer-to-peer protokoll, ahol bárki csatlakozhat a hálózathoz, kezdeményezhet tranzakciókat, és hitelesítheti is azokat, blokkok létrehozásával, ezért hívják "engedély nélküli" protokollnak. Az eredeti koncepció több kriptopénzhez, illetve elosztott adatbázishoz is ihletül szolgált.
A Bitcoin elosztott főkönyvének blokkjai minden esetben tartalmazzák:
- az előző blokk kriptográfia segítségével előállított hasítóértékét (ezzel hivatkoznak az előző blokkokra),
- egy timestamp-et (időbélyeget),
- és a tranzakciós adatot (általában Merkle tree root hash-ként van reprezentálva).[5]

A legfontosabb funkciója a blockklánc alapú adattárolásnak, hogy az adatokat nagyon nehéz megváltoztatni / megmásítani, mivel arra találták fel, hogy peer-to-peer (P2P) azaz több fél által futtathatóan és ellenőrizhető módon legyen használva.
A blokklánc az elosztott főkönyvi technológia egyik implementációja. Ez az innováció számos információtechnológiai újítást hozott, és a jövőben sok új felhasználási területe lehet.

## Adatvédelmi kérdések
A Nemzeti Adatvédelmi és Információszabadság Hatóság a blokklánc („blockchain”) technológia adatvédelmi összefüggéseivel kapcsolatban 2017. július 18-án az alábbi állásfoglalást tette közzé a digitalcash.hu blokkláncot érintő, NAIH-nak intézett kérdései kapcsán.

„...Azon kérdéssel kapcsolatban, mely szerint a blokklánc hosszú távú használata lehetővé teszi-e a felhasználó magatartásának megfigyelését és az ún. profilalkotást, a Hatóság véleménye az, hogy ezt a kérdést csak egy konkrét rendszer, az abban kezelt személyes adatok és ahhoz kapcsolódó adatkezelési műveletek teljes körű ismerete kapcsán lehet megítélni.
A blokkláncban kezelt személyes adatokról az érintett kérésére az adatkezelő köteles 25 napon belül teljes körű tájékoztatást adni az Infotv. 15. § (1) és (4) bekezdései alapján. A tájékoztatás az Infotv. 15. § (5) bekezdése alapján ingyenes, ha a tájékoztatást kérő a folyó évben azonos adatkörre vonatkozóan tájékoztatási kérelmet az adatkezelőhöz még nem nyújtott be. Egyéb esetekben költségtérítés állapítható meg. A költségtérítés mértékét a felek között létrejött szerződés is rögzítheti. A már megfizetett költségtérítést vissza kell téríteni, ha az adatokat jogellenesen kezelték, vagy a tájékoztatás kérése helyesbítéshez vezetett.”

## Fordítás
- Ez a szócikk részben vagy egészben  a   Block chain című angol Wikipédia-szócikk ezen változatának fordításán alapul.  Az eredeti cikk szerkesztőit annak laptörténete sorolja fel. Ez a jelzés csupán a megfogalmazás eredetét és a szerzői jogokat jelzi, nem szolgál a cikkben szereplő információk forrásmegjelöléseként.